# Eustichia longirostris
Eustichia longirostris är en bladmossart som beskrevs av Bridel 1827. Eustichia longirostris ingår i släktet Eustichia och familjen Eustichiaceae. Inga underarter finns listade i Catalogue of Life.